# Tommy Paul
Pour le joueur de tennis américain, voir Tommy Paul (tennis).
Tommy Paul, de son vrai nom Gaetano Alfonso Papa, est un boxeur américain né le 4 avril 1909 à Buffalo, État de New York, et mort le 28 avril 1991.

## Carrière
Passé professionnel en 1927, il remporte le titre vacant de champion du monde des poids plumes NBA (National Boxing Association) le 26 mai 1932 après sa victoire aux points contre Johnny Pena. Paul est en revanche battu dès la première défense de son titre par Freddie Miller le 13 janvier 1933. Il met un terme à sa carrière en 1936 sur un bilan de 80 victoires, 28 défaites et 10 matchs nuls.